# 太陽の少女インカちゃん
『太陽の少女インカちゃん』（たいようのしょうじょインカちゃん）は、小野敏洋による日本の青年漫画作品。メディアワークス（後のアスキー・メディアワークス）社の『月刊コミック電撃大王』にて、VOL.2（1994年7月号）から1998年2月号まで連載された。インカ文明・レズビアン・ブルマーといった、特異な題材のミックスを用いた学園ラブコメディである。『眼鏡天国』（未完）なる作中作も挟み込まれた。

## ストーリー
えるどらど学園・中等部に通う中米マヤは、ごくごく普通の女の子。仮面を被った謎の転校生、インカちゃんにいきなり唇を奪われたその日から、2人を取り巻く波乱の物語が幕を開けた。

## 登場人物
声はドラマCD版でのキャスト。
インカちゃん
声 - 中川亜紀子
本作の主人公。両目からビームの出せる、正体不明の型破りな少女。巨大な石像ビラコチャ様に乗る。後述のオルメカ一味からブルマーを守るヒーローでもあるため、女子生徒から人気がある。
中米 マヤ（ちゅうべい マヤ）
声 - 小西寛子
インカちゃんから一途なアタックを受け続ける、いたって普通の少女。幼なじみの改造からも思いを寄せられており、板挟みになることも。妹はユカたん。
明日手 改造（あすて かいぞう）
声 - 速水奨
生徒会長。正義の味方アステカマンに変身し、校内の平和の為に戦う。恋愛には非常に奥手。
オルメカ番長
声 - 緒方賢一
ブルマーが大好き。女子のブルマーを入手する為なら手段を選ばない。手下2人を従え、窃盗、恐喝を繰り返す。巨石人頭像風の巨大な頭を持つ。
のの字
声 - 森久保祥太郎
オルメカ番長の手下その1。ブルマー愛好家。説明キャラ。
困りボクロ
オルメカ番長の手下その2。ブルマー愛好家。困り顔担当。
小須田 梨香（こすた りか）
声 - 川田妙子
オルメカ番長に一目惚れした奇特な少女。番長が変態とわかってもなお、彼を愛して止まない。顔がコスタリカの巨大石球風の石に埋まっている。
千々華 架子（ちちか かこ）
声 - 佐々木瑶子
「インカちゃん先輩親衛隊」隊長。忍者見習い。
への字
声 - 長沢美樹
「インカちゃん先輩親衛隊」隊員1号。趣味はコスプレ。
アンパン
声 - 今井由香
「インカちゃん先輩親衛隊」隊員2号。常にアンパンを持っている。
イタコ
声 - 鈴木真仁
「インカちゃん先輩親衛隊」隊員3号。誕生日は担当声優である鈴木真仁と同じ7月14日。
ロズウェル
声 - 飯塚雅弓
「インカちゃん先輩親衛隊」隊員3号。UFOを被って移動する。矢追くんに片思い中。
良書 記子（よくしょ きこ）
いつも真面目な生徒会書記。彼女のブルマーが発する匂いは、のの字が「免許皆伝」と涙を流して絶賛する代物らしい。
会計くん
声 - 志賀克也
生徒会会計として、気苦労の絶えない改造を見守る地味な生徒。
皆口さん / 三奈口YOU
声 - 皆口裕子
放送部員。「小学生みたいな声してる皆口さん」や「いい年して独りじゃゲーセンに行けない皆口さん」など噂される男子生徒の密かなアイドル。
武留 枡清（ぶる ますきよ）
一見マトモそうだが、若きブルマー研究者であり、その昔ブルマーの色についてオルメカ番長と口論になった過去を持つ。
パレンケ君
無口な男子生徒。パレンケ遺跡から出土した、「パカル王の翡翠の仮面」風の仮面を被っている。改造の親友。
ゆりりちゃん
マヤの親友。インカちゃん・マヤ・改造の三角関係に進展を加えようとする、世話好きな所もある女子生徒。

## 作中作『眼鏡天国』

### 概要
9話から10話に掛けて展開された。略称はメガパラ。インカちゃんらの通う「えるどらど学園」の高等部を舞台としているが、上に挙げたキャラクターらは登場しない。学園生徒全員が眼鏡。全2話。

### ストーリー
学園の中庭にあった墓を掘り返された事により、8億年ぶりに目覚めた「ファラオ」。墓を暴いた生徒2人は、呪いによって命を奪われる。心優しい少女クレオは、2人を助けるため、交換条件として変身ヒロインとなり、突然飛来したピラミッド星人なる怪物との戦いに駆り出された。

## 関連作品
- 単行本 - メディアワークスより「Dengeki Comics EX」として刊行、全2巻。
- ドラマCD - ソニーレコードより発売。